# Aleksandr Foliforov
Aleksandr Foliforov (Kovrov, 8 de março de 1992) é um ciclista profissional russo.

## Palmarés
2013
- 1 etapa do Grande Prêmio de Adigueya

2014
- 1 etapa do Grande Prêmio de Adigueya
- 2 etapas da Ronde d'Isard

2015
- Grande Prêmio de Sochi, mais 1 etapa

2016
- 1 etapa do Giro d'Italia[1]

## Resultados nas Grandes Voltas e Campeonatos do Mundo
| Carreira           | 2012 | 2013 | 2014 | 2015 | 2016 | 2017 | 2018 |
| ------------------ | ---- | ---- | ---- | ---- | ---- | ---- | ---- |
| Giro d'Italia      | -    | -    | -    | -    | 45.º | 40.º | -    |
| Tour de France     | -    | -    | -    | -    | -    | -    | -    |
| Volta a Espanha    | -    | -    | -    | -    | -    | -    | -    |
| Mundial em Estrada | -    | -    | -    | -    | -    | -    | -    |

-: não participa

Ab.: abandono